# Albert porosz királyi herceg (1809–1872)
Albert porosz királyi herceg (németül: Prinz Albrecht von Preußen, teljes nevén Friedrich Heinrich Albrecht; Königsberg, 1809. október 4. – Berlin, 1872. október 14.) porosz királyi herceg, a Porosz Királyi Hadsereg vezérezredese, a porosz uralkodócsalád Albert-ágának megalapítója.

## Élete

### Származása és katonai pályafutása
Albert porosz királyi herceg 1809. október 4-én jött világra a königsbergi palotában III. Frigyes Vilmos porosz király (1770–1840) és Lujza mecklenburg–strelitzi hercegnő (1776–1810) tizedik gyermekeként, egyben ötödik fiaként. A család tíz gyermekéből három kiskorában elhalálozott, nem érték meg a felnőttkort. Maga Albert herceg a család legkisebb gyermeke és egyben negyedik életben maradt fia volt; két idősebbik bátyjából egy napon porosz uralkodó lett. Legendás szépségű édesanyja egy évvel fia születése után betegségben meghalt.
A porosz uralkodócsalád hagyományainak megfelelően a fiúgyermekek nemcsak katonai kiképzésben részesültek, de ezt a pályát is szánták nekik. 1819-ben az akkor tízéves Albert királyi herceg mint hadnagy csatlakozott a porosz királyi hadsereghez. Érdeklődésére és lelkesedésére való tekintettel a lovassághoz került. A modern technológiával és a hadseregreformmal szemben ellenérzéseket táplált, a porosz vezérkarral és az uralkodóval többször is összetűzésbe került emiatt. A harcszíntér és a főváros között például szívesebben utazott lóháton, mint vasúton. 1852-ben nevezték ki a lovasság tábornokának; a porosz–osztrák háború gitschini és königgrätzi csatájában a lovassági hadtest parancsnokaként vett részt. Az 1870–71-es porosz–francia háborúban a 4. lovassági hadosztályt vezette a wissembourgi, fröschweileri és sedani ütközetekben. Ez utóbbi megnyerése után a porosz herceg csatlakozott unokaöccséhez, Frigyes Károly porosz herceghez a Loire-menti hadjáratában. A háború végén érdemeire való tekintettel az uralkodó vezérezredesi poszttal jutalmazta Albert porosz herceget.

### Házasságai és gyermekei
1830. szeptember 14-én a Noordeinde-palotában Albert porosz királyi herceg feleségül vette Marianna holland királyi hercegnőt (1810–1883). A hercegnő anyai ágon elsőfokú unokatestvéri rokonságban állt a herceggel, továbbá Lujza porosz hercegnő és Frigyes holland herceg házassága révén sógorsági kapcsolatban is voltak. A házaspár a berlini Wilhemstraßén lévő Prinz-Albrecht-Palaisba költözött, melyet a herceg óhajainak megfelelően Karl Friedrich Schinkel épített át. Albert hercegnek feleségétől öt gyermeke – két fiú és három leány – született, akik közül hárman érték meg a felnőttkort:
- Sarolta Friderika (1831–1855), férje II. György szász–meiningeni nagyherceg, házassága révén szász–meiningeni trónörökös hercegné
- fiúgyermek (1832), csecsemőként elhalálozott
- Albert (1837–1906), a johannita lovagrend 33. nagymestere, 1885–1906 között Braunschweig régense, felesége Mária szász–altenburgi hercegnő
- Erzsébet (1840), csecsemőként elhalálozott
- Alexandrina (1842–1906), férje Vilmos mecklenburgi herceg, házassága révén mecklenburg–schwerini hercegné.

Annak ellenére, hogy a szoros családi kapcsolatok miatt kiskoruktól fogva közelről ismerték egymást, kapcsolatuk nem működött. Albert herceg kicsapongó életmódját és nyílt viszonyait a holland hercegnő nem tudta tolerálni. 1845-ben a hercegné otthagyta férjét és gyermekeit szeretője, Johannes van Rossum kedvéért. Mikor négy évvel később a hercegné teherbe esett szeretőjétől, a holland királyi udvar elismerte a porosz herceg házasságának semmisségét: 1849. március 28-án kimondták Albert herceg és Marianna hercegnő válását.

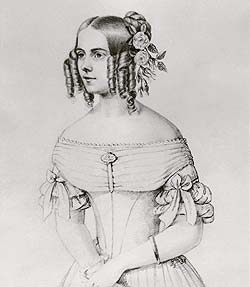
Rosalie von Rauch

1853. június 13-án Meiningenben Albert porosz herceg házasságot kötött Rosalie von Rauch (1820–1879) német nemeskisasszonnyal, Gustav von Rauch porosz tábornok és hadügyminiszter gyermekével. Minthogy az asszony nem származott uralkodócsaládból, a porosz herceggel kötött frigye morganatikusnak számított – ezt ellensúlyozandó ugyan május 28-án a menyasszony gróf Hohenau (Gräfin von Hohenau) rangot kapta a porosz uralkodótól, azonban születendő gyermekeik nem formálhattak igényt a porosz trónra. Albert porosz királyi herceg és Rosalie von Rauch kapcsolatából két gyermek született:
- gróf Wilhelm von Hohenau (1854–1930), porosz tábornok, első felesége gróf Laura Saurma von und zu der Jeltsch, második felesége Margit hohenlohe–öhringeni hercegnő
- gróf Friedrich von Hohenau (1857–1914), felesége Charlotte von der Decken.

A rangon aluli frigy miatt Albert királyi herceg a porosz udvar elhagyására kényszerült. Drezda közelében vásárolt magának birtokot, ahol 1850–54 között Adolf Lohse tervei alapján saját palotát – Albrechtsschloss – építtetett. A család 1856 után visszatérhetett a porosz fővárosba, lakhelyükként a porosz herceg egykori, a Wilhemstraßén található rezidenciája szolgált, amit 1860–62 között jelentősen átalakíttattak Adolf Lohse építésszel.
Albert porosz királyi herceg berlini palotájában hunyt el 1872. október 14-én. Egészségét nagyon megviselte a franciák ellen folytatott háború: július 16-án a francia főváros közelében agyvérzést kapott, melyből már nem tudott felépülni. Az október közepén elszenvedett második agyvérzés okozta halálát. A Charlottenburg-palota mauzóleumában temették el. Szászországi birtokait morganatikus kapcsolatából való gyermekei, berlini lakhelyét első házasságából származó fia örökölte. A fővárosi palotához közel fekvő egyik utcát 1891-ben a Prinz-Albrecht-Straße névre keresztelték. A palotában a nácik uralma idején az utcában működött Gestapo és az SS központja, míg maga a palota az SS alá tartozó SD bázisa lett. Berlin bombázása során az épület súlyosan megrongálódott, végül 1955-ben elbontották. 1859-ben a herceg tiszteletére kereszteltek el egy újonnan nemesített almafajtát (Prinz Albrecht von Preußen). A Charlottenburg-palotával szemközt szobrot emeltek emlékére.

## Fordítás
- Ez a szócikk részben vagy egészben  az   Albrecht von Preußen (1809–1872) című német Wikipédia-szócikk ezen változatának fordításán alapul.  Az eredeti cikk szerkesztőit annak laptörténete sorolja fel. Ez a jelzés csupán a megfogalmazás eredetét és a szerzői jogokat jelzi, nem szolgál a cikkben szereplő információk forrásmegjelöléseként.